# Égreville
Égreville és un municipi francès, situat al departament de Sena i Marne i a la regió de Illa de França. L'any 2007 tenia 2.109 habitants.
Forma part del cantó de Nemours, del districte de Fontainebleau i de la Comunitat de comunes Gâtinais-Val de Loing.

## Demografia

### Població
El 2007 la població de fet d'Égreville era de 2.109 persones. Hi havia 791 famílies, de les quals 201 eren unipersonals (91 homes vivint sols i 110 dones vivint soles), 228 parelles sense fills, 311 parelles amb fills i 51 famílies monoparentals amb fills.
La població ha evolucionat segons el següent gràfic:
Habitants censats

### Habitatges
El 2007 hi havia 997 habitatges, 815 eren l'habitatge principal de la família, 91 eren segones residències i 91 estaven desocupats. 881 eren cases i 114 eren apartaments. Dels 815 habitatges principals, 619 estaven ocupats pels seus propietaris, 181 estaven llogats i ocupats pels llogaters i 15 estaven cedits a títol gratuït; 12 tenien una cambra, 64 en tenien dues, 122 en tenien tres, 210 en tenien quatre i 407 en tenien cinc o més. 628 habitatges disposaven pel capbaix d'una plaça de pàrquing. A 372 habitatges hi havia un automòbil i a 366 n'hi havia dos o més.

### Piràmide de població
La piràmide de població per edats i sexe el 2009 era:
| Homes | Edats   | Dones |
| ----- | ------- | ----- |
| 0     | 95 o +  | 4     |
| 0     | 90 a 94 | 0     |
| 8     | 85 a 89 | 20    |
| 0     | 80 a 84 | 28    |
| 28    | 75 a 79 | 24    |
| 56    | 70 a 74 | 48    |
| 28    | 65 a 69 | 60    |
| 52    | 60 a 64 | 40    |
| 52    | 55 a 59 | 52    |
| 48    | 50 a 54 | 48    |
| 53    | 45 a 49 | 40    |
| 60    | 40 a 44 | 49    |
| 68    | 35 a 39 | 68    |
| 88    | 30 a 34 | 84    |
| 56    | 25 a 29 | 88    |
| 36    | 20 a 24 | 36    |
| 29    | 15 a 19 | 52    |
| 84    | 10 a 14 | 68    |
| 84    | 5 a 9   | 88    |
| 72    | 0 a 4   | 48    |

## Economia
El 2007 la població en edat de treballar era de 1.331 persones, 972 eren actives i 359 eren inactives. De les 972 persones actives 889 estaven ocupades (492 homes i 397 dones) i 82 estaven aturades (31 homes i 51 dones). De les 359 persones inactives 112 estaven jubilades, 147 estaven estudiant i 100 estaven classificades com a «altres inactius».

### Ingressos
El 2009 a Égreville hi havia 823 unitats fiscals que integraven 2.182 persones, la mediana anual d'ingressos fiscals per persona era de 18.118 €.

### Activitats econòmiques
Dels 123 establiments que hi havia el 2007, 1 era d'una empresa alimentària, 1 d'una empresa de fabricació de material elèctric, 11 d'empreses de fabricació d'altres productes industrials, 25 d'empreses de construcció, 25 d'empreses de comerç i reparació d'automòbils, 7 d'empreses de transport, 7 d'empreses d'hostatgeria i restauració, 3 d'empreses d'informació i comunicació, 1 d'una empresa financera, 6 d'empreses immobiliàries, 13 d'empreses de serveis, 12 d'entitats de l'administració pública i 11 d'empreses classificades com a «altres activitats de serveis».
Dels 47 establiments de servei als particulars que hi havia el 2009, 1 era una oficina de correu, 1 funerària, 5 tallers de reparació d'automòbils i de material agrícola, 1 taller d'inspecció tècnica de vehicles, 2 autoescoles, 9 paletes, 1 guixaire pintor, 6 fusteries, 3 lampisteries, 6 electricistes, 1 empresa de construcció, 2 perruqueries, 5 restaurants, 3 agències immobiliàries i 1 saló de bellesa.
Dels 8 establiments comercials que hi havia el 2009, 1 era un hipermercat, 1 una botiga de més de 120 m², 1 una botiga de menys de 120 m², 1 una fleca, 2 llibreries i 2 floristeries.
L'any 2000 a Égreville hi havia 22 explotacions agrícoles que ocupaven un total de 1.495 hectàrees.

## Equipaments sanitaris i escolars
L'únic equipament sanitari que hi havia el 2009 era una farmàcia.
El 2009 hi havia 1 escola maternal i 1 escola elemental.

## Poblacions més properes
El següent diagrama mostra les poblacions més properes.